# Warszawski Obszar Chronionego Krajobrazu
Warszawski Obszar Chronionego Krajobrazu – układ powiązanych przestrzennie terenów w województwie mazowieckim (pierwotnie w województwie stołecznym warszawskim), wyróżniających się krajobrazowo, o zróżnicowanych ekosystemach, cennych ze względu na możliwość zaspokajania potrzeb związanych z masową turystyką i wypoczynkiem, lub stanowiących istniejące albo odtwarzane korytarze ekologiczne. Wiąże on te tereny z krajowym systemem obszarów chronionych.
Przed 1997 rokiem obszary chronionego krajobrazu wyznaczano w planie zagospodarowania przestrzennego województwa warszawskiego. Warszawski Obszar Chronionego Krajobrazu utworzono w dniu 29 sierpnia 1997 rozporządzeniem wojewody warszawskiego (później nowelizowanym oraz zmienionym). Liczy on 148 409,1 ha. Obejmuje tereny dolin rzecznych Wisły i Narwi wraz z dopływami oraz towarzyszącymi im kompleksami lasów. Tworzy otulinę dla terenów objętych wyższą formą ochrony – parków krajobrazowych, Kampinoskiego Parku Narodowego, rezerwatów (zatwierdzonych i projektowanych) oraz powiązań między nimi, obejmuje też obszary pomników przyrody, zabytkowych parków podworskich, a także zorganizowanych terenów wypoczynkowych, zabudowy letniskowej i podmiejskich ogródków działkowych. Pełni rolę systemu korytarzy ekologicznych, pozwalających na swobodne rozprzestrzenianie się gatunków.
W skład obszaru wchodzą m.in.:
- Lasy Chotomowskie,
- Lasy Legionowskie,
- okolic Zegrza, Rembertowa, Zielonki, Strugi i Nieporętu,
- Lasy Otwockie,
- Lasy Celestynowskie (należące do Mazowieckiego Parku Krajobrazowego)
- Lasy Chojnowskie (należące do Chojnowskiego Parku Krajobrazowego)
- Lasy Sękocińskie,
- Lasy Nadarzyńskie,
- Lasy Młochowskie,
- Puszcza Kampinoska,
- skarpa warszawska.

Obszar międzywala Wisły, ze względu na jego wyjątkowe walory przyrodnicze, został włączony do sieci Natura 2000.
Obszar chronionego krajobrazu jest czasem nazywany systemem osłony ekologicznej miasta. Utrzymuje on równowagę ekologiczną pomiędzy terenami czynnymi biologicznie i zabudowanymi, zapewniając mieszkańcom aglomeracji warszawskiej właściwe warunki klimatyczno-zdrowotne.
W granicach obszaru wyodrębniono dodatkowo dwie strefy:
- strefę szczególnej ochrony ekologicznej, obejmującą tereny, które decydują o potencjale biotycznym obszarów oraz o istotnym znaczeniu dla migracji zwierząt, roślin i grzybów,
- strefę ochrony urbanistycznej, obejmującą wybrane tereny miast i wsi oraz grunty o wzmożonym naporze urbanizacyjnym, posiadające szczególne wartości przyrodnicze.